# A Thousand Blows
A Thousand Blows è una serie televisiva britannica ideata da Steven Knight. Vede come protagonisti Malachi Kirby, Erin Doherty e Stephen Graham e ha debuttato il 21 febbraio 2025 su Disney+.

## Trama
Londra Est, 1880. Hezekiah Moscow e il suo migliore amico Alec Munroe sono appena sbarcati dalla nave Endeavour dalla Giamaica in cerca di fortuna. I due entrano in contatto con le Quaranta Elefanti, una banda criminale tutta al femminile guidata da Mary Carr e specializzata nel borseggio e nel raggiro e con Henry "Sugar" Goodson, l'autoproclamato imperatore del pugilato a mani nude di Londra Est.

## Episodi
| Stagione       | Episodi | Pubblicazione UK | Pubblicazione Italia |
| -------------- | ------- | ---------------- | -------------------- |
| Prima stagione | 6       | 2025             | 2025                 |

## Personaggi e interpreti

### Principali
- Hezekiah Moscow, interpretato da Malachi Kirby, doppiato da Gabriele Vender.
Cinogiamaicano originario di Kingston, viaggia verso Londra insieme al suo amico Alec per assumere il ruolo di domatore di leoni nel Giardino zoologico di Londra est. In seguito trova fortuna con il pugilato a mani nude.
- Mary Carr / Lady Augusta Farnely, interpretata da Erin Doherty, doppiata da Rossa Caputo.
Regina dei Quaranta Elefanti, una banda di borseggiatrici e ladre.
- Alec Munroe, interpretato da Francis Lovehall, doppiato da Ezzedine Ben Nekissa. 
Migliore amico di Hezekiah sbarcato dall'Endeavour da Kingston, negli incontri di pugilato è chiamato "Il ciclone di Morant Bay".
- Edward "Treacle" Goodson, interpretato da James Nelson-Joyce, doppiato da Fabrizio De Flaviis.
Campione di pugilato a mani nude chiamato "la bestia di Hoxton" e fratello minore di Henry.
- Lao Lam, interpretato da Jason Tobin, doppiato da David Chevalier.
Proprietario cinese della pensione Green Dolphin in cui risiedono Hezekiah, Alec, Mary e Esme.
- Eliza Moody, interpretata da Hannah Walters, doppiata da Nunzia Di Somma.
Membro dei Quaranta Elefanti.
- Esme Long, interpretata da Morgan Hilaire, doppiata da Veronica Benassi.
Amica di Mary, membro dei Quaranta Elefanti e interesse amoroso di Alec.
- Belle Downer, interpretata da Jemma Carlton, doppiata da Federica Simonelli.
Membro dei Quaranta Elefanti.
- Anne Glover, interpretata da Caoilfhionn Dunne, doppiata da Laura Facchin.
Membro dei Quaranta Elefanti.
- Verity Ross, interpretata da Nadia Albina, doppiata da Valentina Favazza.
Membro della banda di Mary e madre di un figlio.
- Charlie Mitchell, interpretato da Tom Davis, doppiato da Massimo Bitossi.
Allenatore di Sugar e Treacle.
- William "Punch" Lewis, interpretato da Daniel Mays, doppiato da Francesco Venditti.
Barista nel pub del Blue Coat Boy e arbitro negli incontri di pugilato.
- Henry "Sugar" Goodson, interpretato da Stephen Graham, doppiato da Alessandro Quarta.
Campione di pugilato a mani nude soprannominato "Il gladiatore di Londra est" e proprietario della locanda Blue Coat Boy, dove si svolgono gli incontri di pugilato illegali. Geloso per le attenzioni che prova Mary nei confronti di Hezekiah.
- Alice Diamond / Maybelline Foster, interpretata da Darci Shaw, doppiata da Lucrezia Marricchi.
Ex commessa di Harrods che si unisce alla banda di Mary. Mentre utilizza lo pseudonimo di Maybelline Foster è una delle cameriere dei Lonsdale.
- Jack McAllen, interpretato da Gary Lewis doppiato da Stefano Thermes.
Ex soldato scozzese e distillatore che spaccia liquore economico per alcolici pregiati.
- Jane Carr, interpretata da Susan Lynch, doppiata da Laura Romano.
Madre di Mary e sua insegnante nell'arte del furto.
- Indigo Jeremy, interpretato da Robert Glenister, doppiato da Ambrogio Colombo.
Leader dei Giovani Elefanti.

### Ricorrenti
- Lady Grace Lonsdale, interpretata da Maeve Dermody, doppiata da Alessandra Bellini.
Moglie del conte di Lonsdale.
- Peggy Bettinson, interpretato da Ziggy Heath, doppiato da Daniele Di Matteo.
Figura chiave del nascente pugilato nella Londra ovest che consiglia a Hezekiah di abbandonare il pugilato a mani nude.
- Conte di Lonsdale, interpretato da Adam Nagaitis, doppiato da Flavio Aquilone.
Marito di Lady Grace che introduce Hezekiah nel pugilato della Londra ovest.
- Thomas Goodson, interpretato da Will Bagnall, doppiato da Emanuele Suarez.
Figlio maggiore di Edward e Marianne.

### Guest star
- Sharkey Devenish, interpretato da Elliot Warren, doppiato da Alessio Puccio.
Amante di Mary che l'ha derubata dopo aver perso una scommessa.
- Sig. Harkness, interpretato da Kieran O'Brien, doppiato da Luigi Ferraro.
Proprietario del giardino zoologico di Londra est che inganna Hezekiah con una falsa offerta di lavoro come domatore di leoni.
- Saul Woolfe, interpretato da Eddie Toll, doppiato da Stefano Sperduti.
Anarchico, sarto e amante di Eliza.
- Marianne Goodson, interpretata da Ella Lily Hyland, doppiata da Irene Trotta.
Moglie di Edward.
- Victoria Davies, interpretata da Aliyah Odoffin, doppiata da Serena Stollo.
Figlioccia della regina Vittoria.
- John Douglas, IX marchese di Queensberry, interpretato da Tom Andrews, doppiato da Tommaso Semeraro.
Padrone e campione della nuova scuola di pugilato di Londra ovest.
- Buster Williams, interpretato da Nathan Hubble.
Campione statunitense chiamato "il Barone di Brooklyn".
- Jerry Knox, interpretato da Christian Contreras, doppiato da Fabrizio Vidale.
Allenatore di Buster.

## Produzione

### Sviluppo
Nell'agosto 2022 è stato svelato che Steven Knight e Stephen Graham stavano sviluppando una serie in dodici episodi sul mondo del pugilato a mani nude nella Londra vittoriana di fine '800 per Disney+, intitolata A Thousand Blows. La serie vede Knight come sceneggiatore e produttore esecutivo insieme a Graham, Hannah Walters, Damian Keogh, Kate Lewis, Tom Miller, Sam Myer e lo storico David Olusoga. Tinge Krishnan è la regista principale e una dei produttori esecutivi.

### Casting
Nel febbraio 2023 Malachi Kirby è stato annunciato nel ruolo del protagonista.  Nel mese seguente Erin Doherty, Francis Lovehall, Jason Tobin, James Nelson-Joyce, Nadia Albina, Morgan Hilaire, Jemma Carlton, Caoilfhionn Dunne sono entrati nel cast principale della serie.

### Riprese
La lavorazione è iniziata nel marzo 2023 negli studi The Story Works a Mortlake, dove è stata ricostruita la Londra vittoriana.

### Costumi
I costumi della serie sono stati realizzati da Maja Meschede, sulla scelta dei colori sgargianti degli abiti delle Quaranta Elefanti, la costumista ha affermato che era: «per esprimere la loro emancipazione e ribellione». Per i due personaggi principali della serie, Hezekiah e Alec, che sono appena arrivati a Londra dalla Giamaica, Meschede ha spiegato: «ho pensato a come volevo che fossero percepiti quando li vediamo per la prima volta camminare in questa grande folla vittoriana. Avevano bisogno di distinguersi». Per questo motivo ha scelto dei tessuti di lino e cotone, dai toni caldi e blu pallidi.

## Distribuzione
A Thousand Blows è stata mostrata in anteprima al BFI London Film Festival l'11 ottobre 2024. È stata distribuita il 21 febbraio 2025 su Disney+ in tutto il mondo e su Hulu negli Stati Uniti.

### Edizione italiana
La direzione del doppiaggio è a cura di Stefano Benassi e Fabrizio De Flaviis, su dialoghi di Alessandro Ungheri, Emiliano Coltorti e dello stesso De Flaviis, per conto di Pumais Due e 3Cycle.

## Accoglienza

### Critica
La serie ha ricevuto recensioni positive dalla critica. Rotten Tomatoes riporta il 91% delle recensioni professionali positive, con un voto medio di 8 su 10 basato su 33 critiche. Il consenso critico del sito web indica: «Scazzottate in un'affascinante epoca della storia britannica con la foga del creatore Steven Knight per il genere grinta, A Thousand Blows è un avvincente intrattenimento che lascia il segno.» Metacritic, invece, ha assegnato un punteggio di 78 su 100 basato su 23 recensioni, indicando "recensioni generalmente favorevoli".